# Afromicrodon
Afromicrodon (лат.) — род мух-журчалок из подсемейства Microdontinae (Syrphidae). Мадагаскар и Коморские острова. Около 5 видов.

## Описание
Мелкие мухи, длина тела 6—9 мм. Усики короткие. Голова немного шире груди. Антенны короче расстояния между усиковой ямкой и передним краем рта. Постпронотум морщинистый. Брюшко овальное. Глаза самцов разделённые на вершине (дихоптические). Крыловая жилка R2+3 сильно изогнута в базальной части.
- Afromicrodon comoroensis (Meyer, 1990)
- Afromicrodon johannae (Doesburg, 1957)
- Afromicrodon madecassa (Keiser, 1971)
- Afromicrodon stuckenbergi (Keiser, 1971)